# Gitex

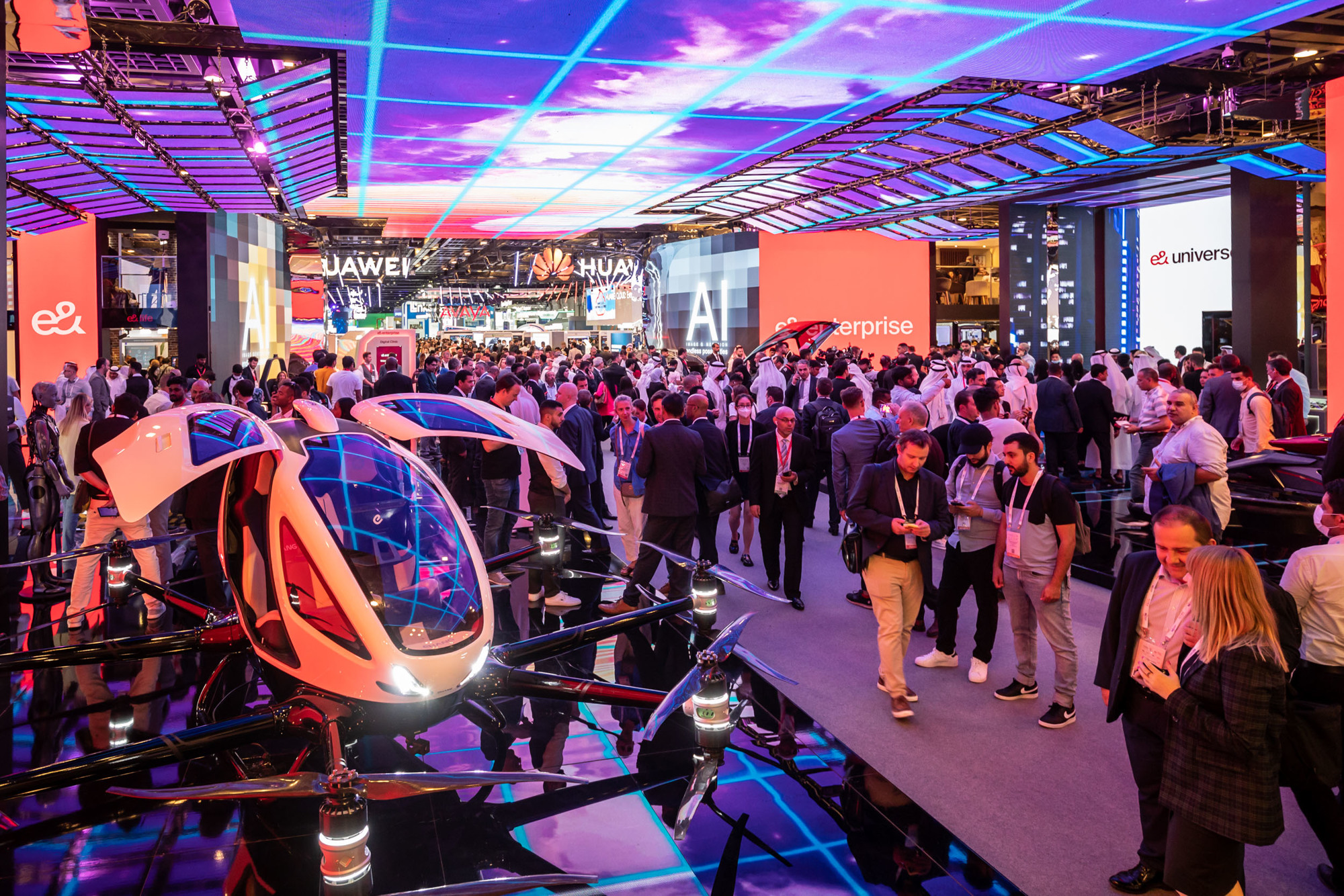
La 42e édition record de GITEX GLOBAL a réuni plus de 5 000 exposants en 2022

Gitex est un salon annuel tenu à Dubaï et consacré à l'électronique grand public. En afrique, GITEX Africa est organisé au Maroc.